# Естрал Бич (Мичиген)
Естрал Бич (енгл. Estral Beach) град је у америчкој савезној држави Мичиген.

## Демографија
По попису из 2010. године број становника је 418, што је 68 (-14,0%) становника мање него 2000. године.
| Група             | 2000.       | 2010.       |
| Белци             | 451 (92,8%) | 411 (98,3%) |
| Афроамериканци    | 6 (1,2%)    | 0 (0,0%)    |
| Азијати           | 0 (0,0%)    | 0 (0,0%)    |
| Хиспаноамериканци | 13 (2,7%)   | 4 (1,0%)    |
| Укупно            | 486         | 418         |